# 加藤武治
加藤 武治（かとう たけはる、1978年3月24日 - ）は、山形県天童市出身の元プロ野球選手（投手、右投右打）、野球指導者。現在は北海道日本ハムファイターズの投手コーチ。

## 経歴

### プロ入り前
山形県立山形南高等学校から東京学芸大学教育学部へ進学。サイドスローにした3年春にリーグ最優秀防御率。1年上のエースに大学全日本の小倉丞太郎（桐蔭学園）、また主将が同郷の庄司秀幸（母校・山形中央高を甲子園に導く）という戦力で2位まで躍進した。
社会人の三菱ふそう川崎では1年目に都市対抗野球準決勝で先発するが失点降板。その後に逆転して結果は優勝を飾る。
2002年のプロ野球ドラフト会議で横浜ベイスターズに4巡目で指名され入団。東京学芸大学在学中に保健体育科（中学・高校）の教員免許を取得しており、三菱ふそう川崎のスカウトがなかった場合高校野球の指導者を目指していたという。

### 横浜時代
2003年は新人ながら主に中継ぎとして44試合に登板し、防御率2.77をマークするなどリリーフの頭数が足りないチームを救った。また、シーズン途中にエディ・ギャラードが移籍してくるまではデニー友利とともにクローザーも任され、5セーブを記録した。
2004年は43試合に登板し、防御率3.92をマーク。また、アテネオリンピック期間中には先発に回り、6勝を挙げた。
2005年は開幕ローテーション入りを果たすも、4試合の先発で防御率が7点台と振るわず二軍落ち。しかし、一軍に復帰した5月26日に再び中継ぎに転向すると、6月18日の対楽天戦では1回2アウト4点ビハインドから急遽リリーフに立ち8回2アウトまでを無失点に抑え、自分がリリーフ向きだと認識。特に先発が序盤で崩れた際のロングリリーフで安定感を見せた。
2006年は開幕から中継ぎで起用され、序盤に11試合連続無失点を記録。当初は木塚敦志や川村丈夫の前を担うロングリリーフが予定されていたが、両者の不調により、クローザーのマーク・クルーンにつなぐセットアッパーを任されるようになった。僅差の試合でも先発が早い回で崩れた試合でも登板を重ね、リーグトップとなる65試合に登板し、ホールドポイント35（勝利8、ホールド27）で阪神の藤川球児と並んで最優秀中継ぎ投手のタイトルを獲得した。また、この年の加藤は木塚、川村、クルーンと共に4人揃ってリリーフとして好成績を残し、『クアトロK』という総称が与えられた。なお、翌2007年には新監督の大矢明彦の方針で川村と加藤が先発に転向することになり、クアトロKはこの年限りで一度解散した。
2007年は開幕から9試合に先発したが1勝しか挙げられず（3敗）防御率は6点台で4回以前に降板した試合が6試合と散々な成績となり、6月9日には二軍落ちとなった。結局、6月中に川村とともに中継ぎに戻され、クアトロKが再結成されることになった。中継ぎとしては2点台の防御率に抑えて7勝をマークした。
2008年は中継ぎに専念することになり、昨年オフに巨人に移籍したクルーンに代わるクローザー候補としても名前を挙げられていた。しかし、開幕一軍こそ果たしたが、その直後に太腿の肉離れで離脱。5月下旬に復帰したが、怪我をかばいながら投球していたため間も無く腰を痛めてしまい、7月1日の登板を最後に二軍落ちとなり、一軍登板は14試合に終わった。
2009年も二軍調整が続き、昨年腰を痛めた影響でダイナミックなフォームが影を潜めた上、球威も落ちてしまい、一軍登板は昨年をさらに下回る9試合に終わった。11月26日に稲田直人、坂元弥太郎、松山傑との交換トレードで、松家卓弘、関口雄大と共に北海道日本ハムファイターズへ移籍。背番号は49。

### 日本ハム時代
2010年は中継ぎとして21試合に登板したが、2011年はプロ入り後初めて一軍登板がなく、同年10月19日付でウィルフィン・オビスポと共に戦力外通告を受けた。その後、12球団合同トライアウトを受験するも獲得に名乗りを挙げる球団はなく、現役引退を決断した。

### 引退後
2012年から日本ハムの二軍投手コーチとして指導者へ転身。2014年10月22日に来季のコーチ契約を結ばないことを通達された。その後、
2015年から2017年まで国士舘大学硬式野球部のコーチを務めた後、2018年に再び日本ハムの二軍投手コーチとして復帰した。2022年、一軍投手コーチに異動。

## 選手としての特徴
アーム式のサイドスローからキレのある球を投げ、主に中継ぎとして活躍した。膝を折り曲げて構える独特のセットポジションから、体を大きく沈ませながら腕を大きく振り上げて投球する。かつてはストレートが最速152km/hを記録したことがあり、ストレートで押していく投球が特徴だったが、晩年は140km/h前半に落ち着き、ボールのキレで勝負するようになった。本人は、力強いピッチングの幻想に囚われたままスタイルを変える方法を模索しなかった事が引退を早めたと自己分析している。

## 詳細情報

### 年度別投手成績
| 年 度     | 球 団     | 登 板 | 先 発 | 完 投 | 完 封 | 無 四 球 | 勝 利 | 敗 戦 | セ 丨 ブ | ホ 丨 ル ド | 勝 率 | 打 者 | 投 球 回 | 被 安 打 | 被 本 塁 打 | 与 四 球 | 敬 遠 | 与 死 球 | 奪 三 振 | 暴 投 | ボ 丨 ク | 失 点 | 自 責 点 | 防 御 率 | W H I P |
| --------- | --------- | ----- | ----- | ----- | ----- | -------- | ----- | ----- | -------- | ----------- | ----- | ----- | -------- | -------- | ----------- | -------- | ----- | -------- | -------- | ----- | -------- | ----- | -------- | -------- | ------- |
| 2003      | 横浜      | 44    | 2     | 0     | 0     | 0        | 4     | 2     | 5        | --          | .667  | 252   | 61.2     | 59       | 5           | 6        | 1     | 4        | 63       | 0     | 0        | 23    | 19       | 2.77     | 1.05    |
| 2004      | 横浜      | 43    | 8     | 0     | 0     | 0        | 6     | 6     | 2        | --          | .500  | 421   | 101.0    | 99       | 6           | 23       | 0     | 4        | 97       | 1     | 0        | 46    | 44       | 3.92     | 1.21    |
| 2005      | 横浜      | 46    | 4     | 0     | 0     | 0        | 4     | 6     | 0        | 9           | .400  | 372   | 90.1     | 89       | 13          | 17       | 0     | 5        | 85       | 1     | 0        | 34    | 33       | 3.29     | 1.17    |
| 2006      | 横浜      | 65    | 0     | 0     | 0     | 0        | 8     | 7     | 1        | 27          | .533  | 316   | 76.1     | 64       | 8           | 24       | 0     | 2        | 72       | 1     | 0        | 24    | 21       | 2.48     | 1.15    |
| 2007      | 横浜      | 52    | 9     | 0     | 0     | 0        | 8     | 4     | 1        | 11          | .667  | 366   | 82.0     | 88       | 10          | 29       | 2     | 3        | 87       | 0     | 0        | 43    | 41       | 4.50     | 1.43    |
| 2008      | 横浜      | 14    | 0     | 0     | 0     | 0        | 0     | 1     | 0        | 0           | .000  | 52    | 12.0     | 17       | 1           | 2        | 0     | 0        | 12       | 0     | 0        | 8     | 8        | 6.00     | 1.58    |
| 2009      | 横浜      | 9     | 0     | 0     | 0     | 0        | 0     | 1     | 0        | 0           | .000  | 53    | 11.0     | 15       | 2           | 5        | 2     | 0        | 11       | 2     | 0        | 7     | 7        | 5.73     | 1.82    |
| 2010      | 日本ハム  | 21    | 0     | 0     | 0     | 0        | 0     | 1     | 0        | 1           | .000  | 81    | 20.0     | 18       | 3           | 7        | 0     | 1        | 16       | 1     | 0        | 9     | 9        | 4.05     | 1.25    |
| 通算：8年 | 通算：8年 | 294   | 23    | 0     | 0     | 0        | 30    | 28    | 9        | 48          | .517  | 1913  | 454.1    | 449      | 48          | 113      | 5     | 19       | 443      | 6     | 0        | 194   | 182      | 3.61     | 1.24    |

- 各年度の太字はリーグ最高

### タイトル
- 最優秀中継ぎ投手：1回（2006年）

### 記録
初記録
投手記録
- 初登板：2003年5月22日、対中日ドラゴンズ10回戦（横浜スタジアム）、8回表に3番手で救援登板・完了、2回無失点
- 初奪三振：2003年5月25日、対読売ジャイアンツ11回戦（横浜スタジアム）、9回表に仁志敏久から見逃し三振
- 初勝利：2003年6月3日、対ヤクルトスワローズ10回戦（横浜スタジアム）、8回表に3番手で救援登板、1回1失点
- 初セーブ：2003年7月26日、対広島東洋カープ14回戦（釧路市民球場）、9回表に3番手で救援登板・完了、1回無失点
- 初先発：2003年9月19日、対中日ドラゴンズ23回戦（横浜スタジアム）、6回2失点
- 初先発勝利：2004年8月28日、対中日ドラゴンズ24回戦（ナゴヤドーム）、7回1失点
- 初ホールド：2005年4月10日、対阪神タイガース3回戦（阪神甲子園球場）、6回裏に2番手で救援登板、3回無失点

打撃記録
- 初安打：2003年10月9日、対広島東洋カープ28回戦（横浜スタジアム）、3回裏にクリス・ブロックから遊撃内野安打
- 初打点：2004年9月25日、対中日ドラゴンズ26回戦（横浜スタジアム）、5回裏に山井大介から右前適時打

### 背番号
- 17（2003年 - 2009年）
- 49（2010年 - 2011年）
- 74（2012年 - 2014年）
- 82（2018年 - ）